# 조야첨재
조야첨재(朝野僉載)는 당나라의 문인 장작(張鷟)이 지은 역사쇄문류 필기문헌이다. 총 6권에 371조의 고사가 수록되어 있다.
조야첨재에 수록된 고사의 시대 범위는 대부분 수나라 말부터 당나라 현종 개원 연간 초기까지이며, 남북조 시대의 고사가 일부 들어 있다. 그중에서 측천무후 집정시기(650∼705)의 고사가 150조 가까이 되어 전체 고사의 약 3분의 1 이상을 차지한다. 고사의 내용은 ‘조야에서 보고 들은 것을 모두 기록했다’는 서명처럼 상당히 광범위한데, 이를 크게 조정의 고사와 재야의 고사로 개괄해 볼 수 있다.
먼저 조정의 고사는 정치에 대한 풍간(諷諫)이 주를 이룬다. 특히 측천무후 집정 시기를 중심으로 당시 정치의 암흑상과 부패상, 간신배와 아첨배의 음험한 모략과 전횡, 혹리들의 잔인하고 가혹한 형벌, 전체 관료 집단의 나약함과 무능함, 관리 선발의 난맥상, 잔혹한 권력 투쟁 등에 대해 풍자하고 비판했다. 반면에 근검을 실천하고 선정을 베푼 청렴한 관리들에 대해서는 칭찬을 아끼지 않았다. 장작은 인물을 품평하길 좋아하고 시정을 규탄하길 즐겨 당시 사인들에게 경박하다고 미움을 받았는데, 그의 평소 생각과 성격이 이러한 고사들에 그대로 반영되어 있다. 현실 정치에 대한 그의 이러한 비판 정신은 매우 귀중한 시대적 의미를 지닌다.
다음으로 재야의 고사는 굉장히 다양하다. 여러 계층의 인물의 특이한 언행과 일화, 부인들의 투기, 환술·인요(人妖)·귀신·요괴·정령·재생(再生)·무덤·명기(銘記) 등에 관한 괴이한 고사, 불교와 도교에 관한 고사, 방사와 무당에 관한 고사, 참어(讖語)·징조·점복·해몽에 관한 고사, 민간 풍속과 전설, 민간 가요, 여러 지방의 특이한 풍물, 천문과 의약 등 실로 광범위하다. 이 같은 특징은 당시 사회 전반의 다양한 특성을 이해하는 데 많은 도움이 된다.

## 문헌적 가치
이 책의 문헌적 가치는 크게 세 가지를 들 수 있다. 첫째, 후대 사서 편찬에 사료를 제공하거나 정사에 기술되어 있지 않은 사료적 가치가 높은 자료들이 들어 있다. 고종·측천무후·중종·예종·현종 때의 고사가 270여 조에 달해 전체 고사의 절반이 훨씬 넘는데, 이는 당시 사람이 당시의 일을 기록한 것이므로 그만큼 고사의 사실성과 신빙성이 높다. 그래서 오대에 ≪구당서≫를 편찬하고 송대에 ≪신당서≫를 편찬할 때, ≪조야첨재≫의 고사 중에서 각각 30여 조와 50여 조를 사료로 활용했다. 고종 때의 고구려 정벌, 측천무후 때 거란·돌궐과의 전쟁, 재상 배염(裴炎)의 피살, 중종과 예종 때 발생한 궁중 정변 등 다양한 사건들을 엿볼 수 있다.
한편, ≪조야첨재≫는 그 자체로 당대 역사쇄문류 필기문헌의 대표작으로서 후대 소설과 희곡 창작에 많은 영향을 미쳤다. 청대 포송령(蒲松齡)의 ≪요재지이(聊齋志異)≫, 명대 풍몽룡(馮夢龍)의 ≪유세명언(喩世明言)≫, 풍몽룡의 ≪경세통언(警世通言)≫ 등에 원형 고사로 인용된 이야기들을 살펴볼 수 있다.
생동감 넘치는 구어를 활용해 언어 운용 면에서도 주목할 만한 특징을 보이며, 당나라 때 새롭게 등장한 어휘 자료가 많이 들어 있어서, 중고시기 한어(漢語)를 연구하는 데 참고 가치가 높다. 이 책에 보이는 새로운 어휘는 대부분 인물에 대한 품평어인데, 단전사(端箭師 : 애꾸눈)와 합초한(呷醋漢 : 먼 곳을 바라보는 남자)[＜장원일＞(4-5)], 고수필(高手筆 : 글을 너무 늦게 짓는 사람)과 안공자(按孔子 : 글씨를 자주 지우는 사람)[＜진희민＞(6-4)], 걸조대(乞措大 : 관직을 구걸하는 서생)[＜성도의 거지＞(보-58)], 청전학사(靑錢學士 : 시험을 볼 때마다 붙는 사람)와 백랍명경(白蠟明經 : 시험에 자주 떨어지는 사람)[＜백랍명경＞(보-72)], 오금(烏金 : 돼지의 별칭)[＜오금＞(보-73)] 등이 그 예다.